# Щепково-Івани
Щепково-Івани (пол. Szczepkowo-Iwany) — село в Польщі, у гміні Яновець-Косьцельний Нідзицького повіту Вармінсько-Мазурського воєводства.
Населення — 61 особа (2011).
У 1975-1998 роках село належало до Ольштинського воєводства.

## Демографія
Демографічна структура станом на 31 березня 2011 року:
|          | Загалом | Допрацездатний вік | Працездатний вік | Постпрацездатний вік |
| -------- | ------- | ------------------ | ---------------- | -------------------- |
| Чоловіки | 31      | 5                  | 24               | 2                    |
| Жінки    | 30      | 8                  | 14               | 8                    |
| Разом    | 61      | 13                 | 38               | 10                   |